# 汉斯·瓦格纳
汉斯·瓦格纳（德語：Hans Wagner，1949年10月6日—），德国男子雪车运动员。他曾代表西德参加国际雪车联合会世界锦标赛，获得一枚金牌。他也曾参加1980年冬季奥林匹克运动会。